# Marbach (Maroldsweisach)
Marbach ist ein Gemeindeteil des Marktes Maroldsweisach im unterfränkischen Landkreis Haßberge in Bayern.

## Geographie
Das Dorf liegt im nordöstlichen Teil des Landkreises am Fuß des Schlüsselrangens, auf einer Waldlichtung in einer Talsenke. Die Dorfstraße verbindet den Ort mit der Bundesstraße 279 bei Voccawind und der Bundesstraße 303. 
Der Bach Marbach, ein Zufluss der Baunach, entspringt etwas östlich.

## Geschichte
Im Jahr 1150 wurde Marbach eventuell als „Morbach“ erstmals im Codex Eberhardi erwähnt. Die Belege sind jedoch fraglich. Die erste gesicherte Nennung als „Marpach“ war 1231 in einer Urkunde. Damals übergab Ludwig von Raueneck dem Würzburger Bischof Hermann einen Großteil seiner Güter. Die nächste Erwähnung folgte 1232 in der Teilungsurkunde des Würzburger Bischofs, in der Ebern von der Pfarrei Pfarrweisach getrennt wurde und unter anderem „Marbagk“ bei der Mutterkirche verblieb. Aufgrund von Ärger mit seinem Neffen trug Ludwig von Raueneck seine Schenkung, die große Teile des mittleren Bereichs vom ehemaligen Landkreis Ebern umfasste, dem Würzburger Bischof im Jahr 1244 ein zweites Mal zu.
Im Jahr 1303 erhielt Johannes Flieger den ganzen Zehnt als Würzburger Lehen, das er ab 1328 mit Heinrich von Schaumberg teilte. 1405 erwarb Wolfram von Stein zu Altenstein das Burggut Marbach. Die folgenden rund 400 Jahre besaßen die Herren von Stein die Dorfherrschaft. 1497 gehörte der Marbacher Hof Hartung von Stein. Im Deutschen Bauernkrieg wurde das Schloss der Dorfherren zerstört. Der Wiederaufbau folgte nach dem Dreißigjährigen Krieg, den das Dorf aufgrund seiner verborgenen Lage ohne Folgen überstand. Anfang des 18. Jahrhunderts wurde Georg Karl von Stein Dorfherr.
1799 wurde ein neuer Hof für das Rittergut errichtet. Schulden zwangen die Brüder Carl Franz und Christoph Franz von Stein, ihren Besitz in Marbach im Jahr 1810 an Franz Konrad von Schrottenberg zu verkaufen, einen Bamberger Geheimrat und Hofmarschall. 1820 wurde das Dorf, in dem 22 Familien wohnten, Sitz eines Patrimonialgerichts, das auch für Allertshausen, Eckartshausen und Voccawind zuständig war und 1848 aufgelöst wurde.
1862 wurde Marbach in das neu geschaffene bayerische Bezirksamt, den späteren Landkreis Ebern, eingegliedert. 1871 zählte das Dorf 175 Einwohner und 32 Wohngebäude. Die evangelische Schule stand im Ort. Im Jahr 1900 hatte die Landgemeinde 152 Einwohner, von denen 108 evangelisch waren, und 29 Wohngebäude. Die zuständige evangelisch-lutherische Pfarrei war im 3,5 Kilometer entfernten Ditterswind, die katholische Pfarrei im 6 Kilometer entfernten Pfarrweisach und die katholische Schule im 3,5 Kilometer entfernten Pfaffendorf. 1925 zählte der Ort 155 Personen in 31 Wohngebäuden.
1950 standen in dem Dorf 34 Wohngebäude mit 203 Einwohnern. Im Jahr 1970 zählte Marbach 149, 1987 127 Einwohner sowie 41 Wohnhäuser mit 43 Wohnungen. Am 1. Juli 1971 folgte die Eingliederung der Gemeinde nach Maroldsweisach. Am 1. Juli 1972 wurde der Landkreis Ebern aufgelöst und Marbach kam zum Haßberg-Kreis.

## Baudenkmäler

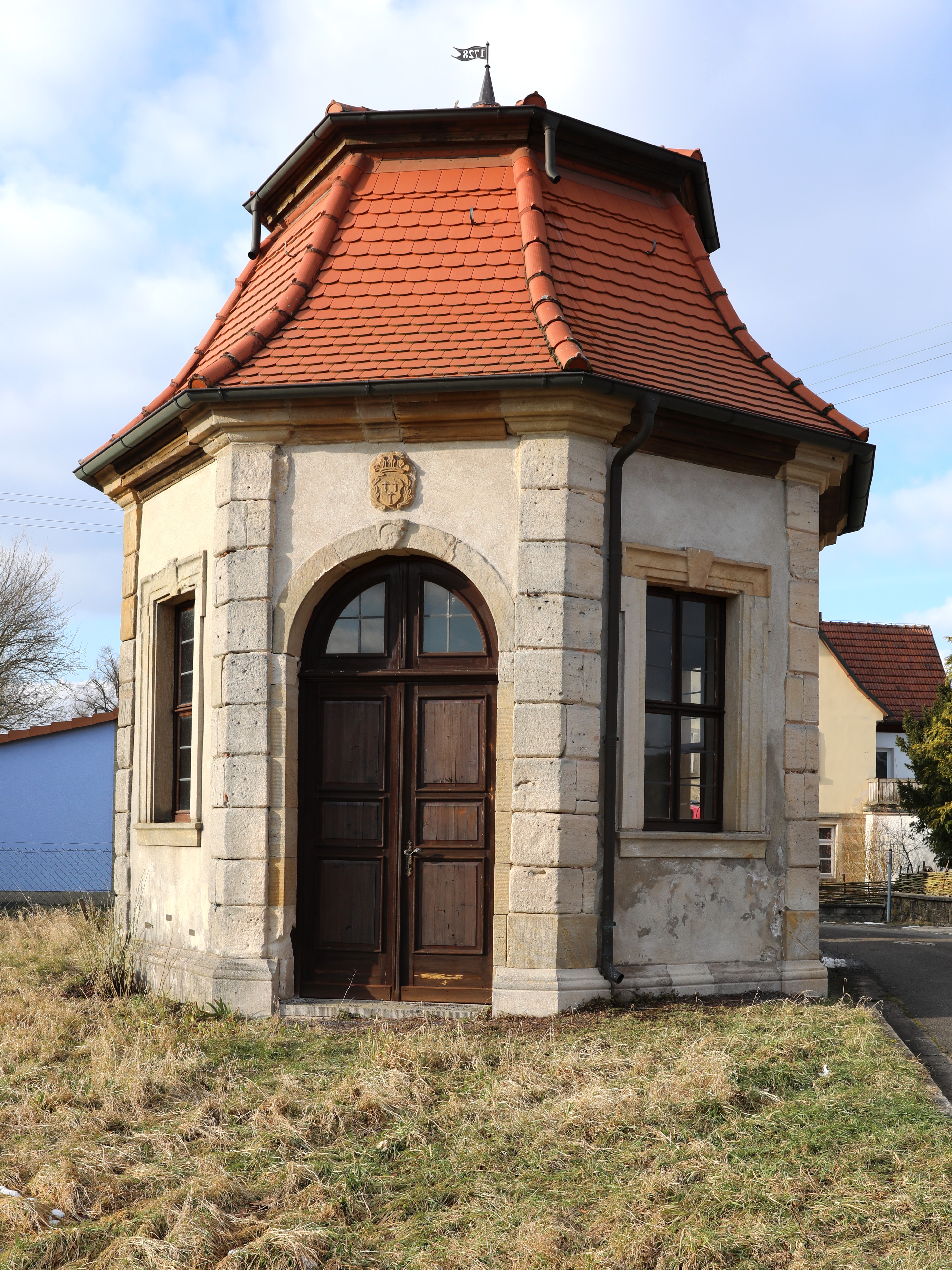
Leißenturm

Der Leißenturm entstand 1728 im spätbarocken Stil als ein achteckiger Bau mit Mansardwalmdach und Werksteingliederungen. An der Südfront weist ein Wappenstein mit drei Hämmern auf die Herren von Stein hin, die den Gartenpavillon nach französischem Vorbild errichten ließen. Die Bezeichnung geht auf Frau Leiße zurück, eine Bewohnerin Anfang des 18. Jahrhunderts.
In der Bayerischen Denkmalliste ist außerdem das ehemalige Patrimonialgericht und Wohnhaus des Richters, ein eingeschossiger Mansardhalbwalmdachbau von 1832 als Baudenkmal aufgeführt.